# Total Video Converter
Total Video Converter — условно бесплатный аудио-/видеоконвертер с закрытым исходным кодом для Microsoft Windows и macOS, разработанный «EffectMatrix». Используется для конвертирования самых популярных форматов видео для различных проигрывателей, а также создания слайд-шоу фотографий и прожига конвертированного видео на DVD/SVCD/VCD.
Начиная с версии 2.21, Total Video Converter поддерживает для конвертирования почти все видеоформаты. Однако утилита не поддерживает формат SWF. Текущая версия 3.71 можно конвертировать и записывать видео в формате AVCHD, этот формат может воспроизводиться на PlayStation 3 и Blu-Ray-проигрывателях.

## Возможности
Как и многие другие видеоконвертеры, Total Video Converter может конвертировать большое количество видео- и аудиоформатов в различных форматах, таких, как MP4, 3GP, AVI (MPEG-4 2), AMR audio, которые используются AVCHD, мобильными телефонами, КПК, PSP, IPod, iPhone, Xbox 360, PS3, Microsoft Zune и других. А также конвертирование видео, текущая версия включает в себя встроенную утилиту захвата экрана. Пользователи имеют возможность объединить несколько видео- или аудиофайлов в один, использовать мультиплексирование, извлекать аудио из видео и конвертировать его в MP3, AC3, Ogg, WAV, AAC и другие. Программа также содержит функции для конвертирования видео в формат MPEG совместимые со стандартом DVD/SVCD/VCD, прожига конвертированного видео на DVD/SVCD/VCD. Имеется два основных режима работы в Total Video Converter, простой и расширенный режимы:
- Простой режим позволяет неопытным пользователям без особых хлопот импортировать видео, выбирать необходимый формат и конвертировать его.
- Расширенный режим предпочтительно рассчитан на более опытных, позволяет пользователям изменять множество аспектов видео, таких, как размер, битрейт и аудиокодеки.

Total Video Converter работает под Windows 98/2000/XP/2003/Vista/Windows 7. Триал версия будет бесплатно работать 15 дней, а также в каждое конвертированное видео будет интегрироваться водяной знак в левой части окна.
Вместе с Total Video Converter, при загрузке или покупке программы, пользователи получают Total Video Player. Он позволяет проигрывать многие популярные видео-/аудиоформаты, такие, как MP4 и VOB.

## Нарушение лицензии
На сайте разработчиков FFmpeg, в «зале позора» среди многих находится и компания «EffectMatrix», с описанием того, что разработчики Total Video Converter нарушили авторские права некоторых условий лицензии на распространение бинарных файлов программного обеспечения из проекта FFmpeg без соблюдения правил GNU GPL и LGPL, не предлагая исходного кода.